# 苏珊娜·福克纳
苏珊娜·福克纳（英語：Suzanne Faulkner，1979年3月16日—），澳大利亚女子曲棍球运动员。她曾代表澳大利亚参加2006年英联邦运动会曲棍球比赛，获得一枚金牌。她也曾参加2004年夏季奥林匹克运动会。